# Неопределяемый = Не передающий
Неопределяемый = Не передающий (Н=Н, от англ. Undetectable = Untransmittable (U=U)) — принцип, согласно которому ВИЧ-положительный человек, принимающий антиретровирусную терапию не может передать вирус иммунодефицита человека своему половому партнёру. Концепция полностью подтверждена исследованиями.

## Исследования
В рамках исследования «Партнёр» в 2014 году было зафиксировано 58 тысяч проникающих половых актов, в нём принимала участие тысяча дискордантных пар: один из партнёров был ВИЧ-отрицательным, а другой имел неопределяемую вирусную нагрузку на фоне приёма антиретровирусной терапии.
Ещё одно исследование проводилось в 2000 году в Уганде в течение 30 месяцев. Из 415 ВИЧ-положительных партнёров в дискордантных парах лекарства не принимали 364 человека, 51 человек имели вирусную нагрузку менее 1500 копий вируса на миллилитр крови на фоне приёма препаратов. Среди второй группы не было зафиксировано ни одного случая передачи вируса, в то время как среди первой группы зарегистрировано 90 случаев передачи ВИЧ изначально отрицательному партнёру.
Швейцарские учёные во главе с Пьетро Вернацца провели анализ 25 исследований. На основании полученных ими данных учёные заключили, что человек, живущий с ВИЧ, не является источником передачи вируса, если имеет приверженность к терапии и неопределяемую вирусную нагрузку в течение последних шести месяцев. В 2008 году Швейцарская национальная комиссия по СПИДу выпустила первый публичный документ, поддерживающий тезис Н=Н.
Ещё одним важным исследованием является «HPTN 052» в 2011 году. Оно проводилось в 9 странах среди 1700 дискордантных пар. Участники были разделены на две группы: в «ранней» группе ВИЧ-положительным назначили приём лекарств на старте исследования, в то время как в «отсроченной» группе участники начинали принимать препараты лишь тогда, когда их иммунный статус значительно снижался. Выяснилось, что инфицирование партнёра в первой группе происходило на 96 % реже, чем во второй.
Стоит отметить, что данный принцип применим лишь к половым актам. Так, риск инфицирования ребёнка во время грудного вскармливания сохраняется. Также отказ от использования контрацептива чреват инфицированием другими заболеваниями, передающимися половым путём, например, сифилисом, гонореей и другими.

## Значение
Данная концепция играет важную роль в реформировании законов о криминализации ВИЧ-инфекции. Согласно данному принципу, лицо, живущее с ВИЧ, не могло подвергнуть своего полового партнёра опасности инфицирования при сокрытии своего диагноза. Также зачатие в дискордантных парах может происходить естественным путём без угрозы инфицирования.